# Post-it

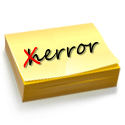
Een blok Post-it-velletjes

Post-it of kleefnotitie is een van de bekendste producten van 3M. Het is een veelgebruikt hulpmiddel om notities op te schrijven en ergens op te plakken door de zelfklevende rand. Hoewel "Post-it" een geregistreerd merk is van 3M en specifiek verwijst naar het product van 3M, neigt het er in de praktijk toe de soortnaam te worden van het notitievelletje. Tegen deze zogeheten merkverwatering verzet 3M zich.
Post-its zijn een voorbeeld van een serendipiteit: de kleefstof uit de plakrand was al min of meer bij toeval uitgevonden door de Amerikaanse scheikundige Spencer Silver (1941-2021) bij het maken van nieuwe lijm, die uit kleine kleverige bolletjes bestaat. Deze lijm bleek niet goed te werken doordat slechts een klein oppervlak van deze bolletjes contact maakt met een vlakke ondergrond. Dit geeft dit een laag die goed plakt en toch makkelijk weer los te trekken is. De bedoeling van Silver was echter een zeer sterke kleefstof te maken. Praktisch gebruik van deze vinding was niet direct duidelijk.
De uiteindelijke bedenker van de gele Post-it-velletjes was Art Fry. Het verhaal gaat dat Fry gefrustreerd was over de boekenleggers die steeds uit zijn koorboek vielen. In een moment van 'eureka' zou hij op het idee zijn gekomen om Silvers zelfklevende middel te gebruiken om een betrouwbare boekenlegger te maken. Behalve de 'klassieke' zelfklevende Post-it-notitievelletjes volgden er verschillende andere producten in het Post-it-assortiment.